# Punkgasm
Punkgasm, uscito nel 2008, è il sesto album studio dei Don Caballero, math-rock band di Pittsburgh.

## Tracce
1. Loudest Shop Vac in the World – 8:56
2. The Irrespective Dick Area – 1:31
3. Bulk Eye – 4:57
4. Shit Kids Galore – 1:03
5. Celestial Dusty Groove – 2:34
6. Pour You into the Rug – 3:23
7. Challenge Jets – 2:37
8. Lord Krepelka – 4:23
9. Why Is the Couch Always Wet? – 3:28
10. Slaughbaugh's Ought Not Own Dog Data – 4:43
11. Dirty Looks – 1:44
12. Who's a Puppy Cat – 4:01
13. Awe Man That's Jive Skip – 4:01
14. Punkgasm – 3:51